# Quan hệ Philippines – Việt Nam
Quan hệ ngoại giao Việt Nam - Philippines là mối quan hệ song phương giữa hai nước Cộng hòa Xã hội Chủ nghĩa Việt Nam và Cộng hòa Philippines, được thiết lập vào ngày 12 tháng 7 năm 1976. Sau khi kết thúc Chiến tranh Lạnh, cùng với việc mở rộng chính sách đối ngoại của Việt Nam, quan hệ giữa hai nước đã ấm lên và phát triển không ngừng trên nhiều lĩnh vực. Trước thềm hội nghị APEC 2015 ở Manila, chính phủ hai nước đã ký kết thoả thuận nâng cấp mối quan hệ lên tầm đối tác chiến lược.

## Lịch sử

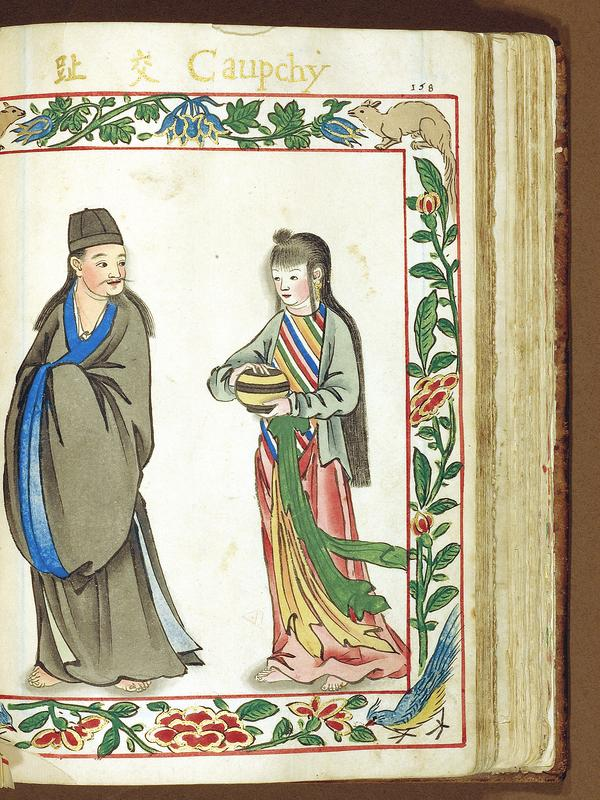
Người Việt Nam từ Giao Chỉ trong Boxer Codex (1590) của Philippines

Mối quan hệ giữa Việt Nam và Philippines đã bắt đầu từ nhiều thế kỷ trước. Có bằng chứng cho thấy trước khi người châu Âu đến xâm lược Đông Nam Á, cư dân của hai bên đã có nhiều hoạt động trao đổi buôn bán hàng hoá với nhau. Tàu buôn từ đảo Luzon đã nhiều lần cập cảng Vân Đồn tại Vịnh Bắc Bộ để giao thương. Mối quan hệ buôn bán này chỉ bị gián đoạn khi người Tây Ban Nha đến xâm lấn Philippines và người Pháp tiến hành cai trị Việt Nam từ các thế kỷ 16 và 19.

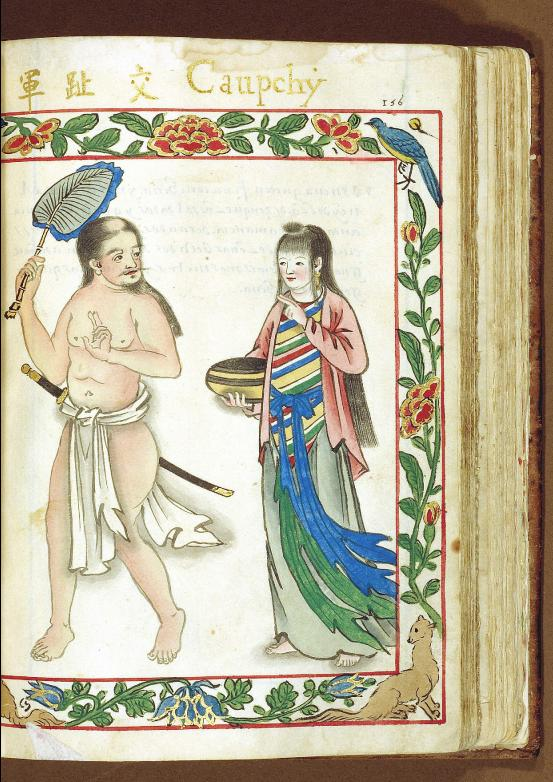
Chiến binh Người Việt Nam từ Giao Chỉ trong Boxer Codex (1590) của Philippines

### Thời Quốc gia Việt Nam và Việt Nam Cộng Hoà

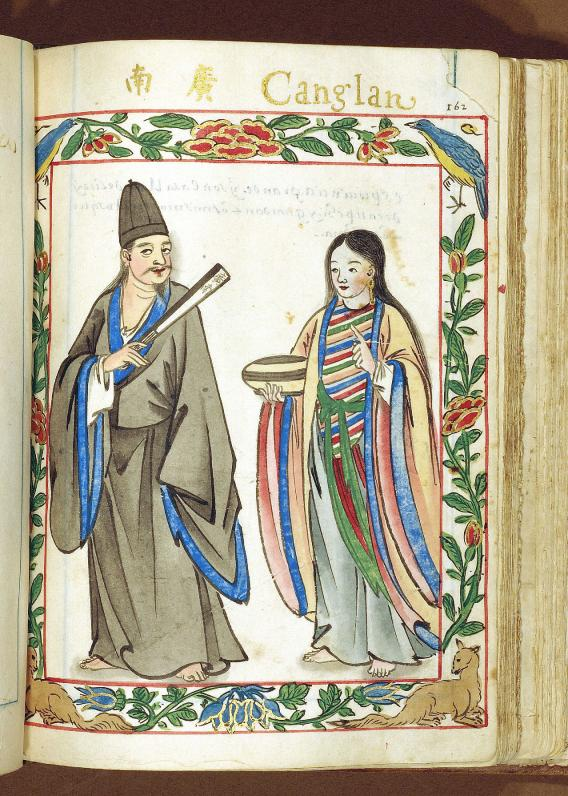
Người Việt Nam từ Quảng Nam trong Boxer Codex (1590) của Philippines

Chính phủ Philippines chưa công nhận ngay Quốc gia Việt Nam khi nhà nước này mới thành lập năm 1947, mà mãi cho đến tháng 7 năm 1955, Tổng thống Philippines Ramon Magsaysay mới ký sắc lệnh công nhận Quốc gia Việt Nam như là một nhà nước độc lập, có chủ quyền. Trong giai đoạn đầu của cuộc chiến tranh tại Việt Nam, nhiều nhân viên y tế Philippines đã được cử sang đây giữa các năm 1954 và 1956 để tham gia cứu trợ người di cư Bắc Việt trong một chiến dịch có tên 'Tình Huynh đệ' do quốc tế bảo trợ. Trong bối cảnh cuộc chiến bắt đầu leo thang, chính phủ Manila của tổng thống Diosdado Macapagal bắt đầu gửi viện trợ kỹ thuật, máy móc, thiết bị cho chính quyền Việt Nam Cộng Hòa.
Tháng 7 năm 1964, Chính quyền quân sự của Đại tướng Nguyễn Khánh gửi công hàm đề nghị Manila hỗ trợ về mặt quân sự để đối phó mối đe doạ ngày càng tăng của Bắc Việt. Ngày 14 tháng 4 năm 1965, thủ tướng Phan Huy Quát gửi thư cho tổng thống Philippines nhắc lại yêu cầu trên. Trong thư, ông kêu gọi Manila cử sang ít nhất 2.000 binh lính sang tham chiến tại Việt Nam. Đề xuất này đã được Macapagal chuyển lên Quốc hội vào cuối năm đó nhưng thất bại do sự chống đối kịch liệt từ phe đối lập do Ferdinand Marcos, chủ tịch Thượng viện, đứng đầu. Tuy nhiên, khi Marcos lên nhậm chức tổng thống, ông lại thúc đẩy cơ quan lập pháp gửi quân sang Việt Nam trong sự ngạc nhiên của công chúng. Với sự ủng hộ của Quốc hội, ngày 11 tháng 7 năm 1966, ông chính thức ký sắc lệnh cử 1.500 lính công binh. Đổi lại, phía Hoa Kỳ sẽ bảo trợ toàn bộ phí tổn hoạt động của tiểu đoàn Philippines cử sang tham chiến cũng như cung cấp thêm các ngân khoản viện trợ kinh tế và quân sự cho Manila. Trong khuôn khổ Hội nghị thượng đỉnh Manila của khối SEATO, tháng 10 năm 1966, bảy nước thành viên của khối này ra tuyên bố chung cam kết hỗ trợ về nhiều mặt cho Việt Nam Cộng Hoà, trong đó bao gồm chiến lược cải cách kinh tế và quân sự nhằm duy trì an ninh và hoà bình quốc tế.
Khi Việt Nam Cộng Hoà thất thủ, đại sứ quán Philippines ở Sài Gòn chấm dứt hoạt động và đóng cửa trong cuộc di tản của đồng minh ngày 29 tháng 4 năm 1975.

### Cộng hoà Xã hội Chủ nghĩa Việt Nam
Trước thời điểm Sài Gòn sụp đổ, chính quyền Manila đã xây dựng nhiều kênh liên lạc với chính quyền Hà Nội của Bắc Việt để tiến tới thiết lập quan hệ ngoại giao với nước này. Được biết, tổng thống Marcos đã uỷ quyền cho phu nhân của mình là Imelda Marcos gặp gỡ với giới chức Việt Nam Dân chủ Cộng hoà trong khi bà đang công du các nước Trung Đông. Đây không phải là điều gì đáng ngạc nhiên bởi vì trong nhiều năm trước đó, ông đã có ý định cải thiện quan hệ với khối xã hội chủ nghĩa nhằm mở rộng cơ hội hợp tác kinh tế và thương mại.
Ngày 9 tháng 7 năm 1976, phái đoàn Việt Nam do Thứ trưởng Ngoại giao Phan Hiền dẫn đầu đã đến Manila bắt đầu tiến trình thiết lập ngoại giao giữa hai nước. Ngày 12 tháng 7, quan hệ ngoại giao chính thức được xác lập. Philippines trở thành nước thứ tư trong khối ASEAN công nhận Việt Nam sau các nước Malaysia, Indonesia và Singapore. Hà Nội và Manila mở cửa đại sứ quán tại thủ đô của nhau năm 1978.
Nhiều vấn đề gây tranh cãi giữa hai nước trong giai đoạn này chủ yếu liên quan đến tàn dư của cuộc chiến, trong đó có việc hồi hương 14 gia đình Philippines và 10 gia đình Việt Nam vẫn còn ở Thành phố Hồ Chí Minh và việc một số người Việt Nam tự nhận là người Philippines để nhập cảnh trái phép vào nước này và việc đại sứ quán Việt Nam tiếp nhận một số bị can tình nghi liên quan đến thị trường ngầm vào trú ẩn. Bất đồng về cách giải quyết các vấn đề đó khiến quan hệ song phương trong thập niên 80 không ổn định và tiến triển chậm.

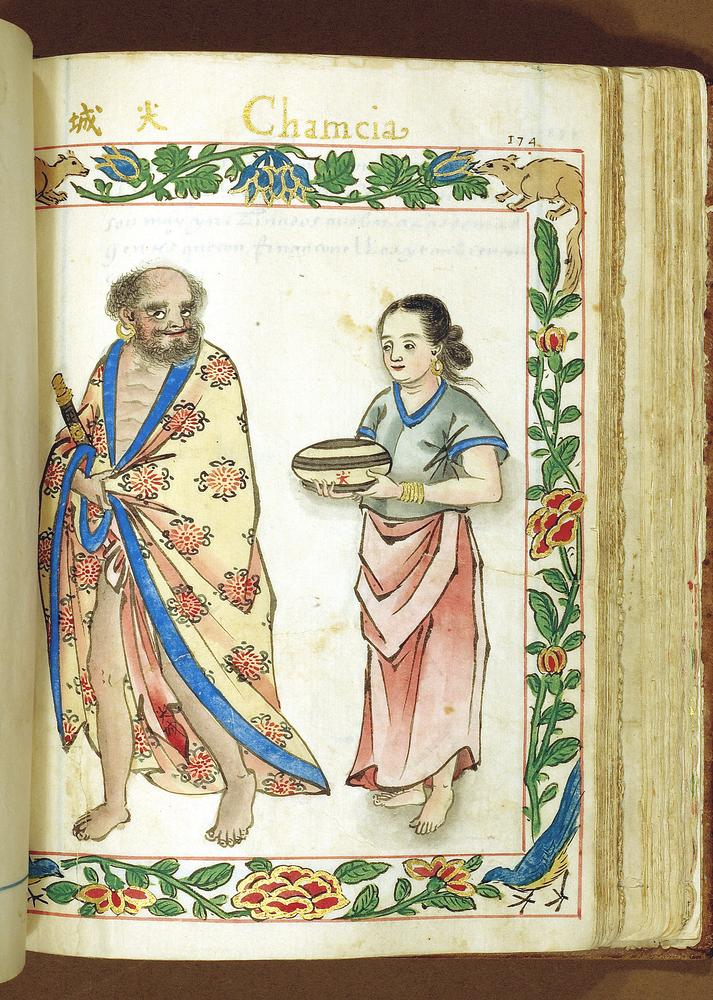
Cặp vợ chồng Chăm từ Champa (ở miền Nam Việt Nam hiện đại) ở Philippines, c. 1590 Boxer Codex.

Sau khi Việt Nam bắt đầu công cuộc Đổi mới và cải cách kinh tế, đầu thập niên 90, quan hệ Việt Nam - Philippines bắt đầu tiến triển rõ nét. Hai bên đã ký kết nhiều văn kiện hợp tác quan trọng trong các lĩnh vực kinh tế, thương mại, đầu tư và khoa học-kỹ thuật trong giai đoạn này. Nhiều thành tựu lớn trong số này là việc thành lập Ủy ban hỗn hợp về hợp tác kinh tế, khoa học và kỹ thuật giữa hai chính phủ (tháng 3 năm 1994), Tuyên bố chung về nguyên tắc 9 điểm giải quyết tranh chấp ở Biển Đông (tháng 11 năm 1995), Hiệp định hợp tác giữa hai Chính phủ về phòng và chống các tội phạm hình sự (tháng 12 năm 1998).
Hai bên tiến hành nhiều chuyến thăm cấp Nhà nước. Trong chuyến thăm chính thức Việt Nam tháng 11/2002 của Tổng thống Arroyo, hai nước đã ký "Khuôn khổ hợp tác song phương trong 25 năm đầu thế kỷ 21 và thời kỳ tiếp theo".
Trong nhiều năm gần đây, quan hệ hợp tác của hai nước phát triển tốt, mở rộng sâu sắc trên nhiều lĩnh vực kinh tế, chính trị, văn hoá, xã hội, quốc phòng. Trong đó, hợp tác trên biển và đại dương là một trong những trụ cột quan trọng trong mối quan hệ này.
Trong chuyến thăm cấp Nhà nước của Thủ tướng Nguyễn Tấn Dũng đến Philippines nhân dịp tham dự Diễn đàn Kinh tế Thế giới (WEF) về Đông Á 2014 tổ chức tại Manila ngày 21 tháng 5 năm 2014, lãnh đạo chính phủ hai bên đã nhất trí cần đẩy mạnh hơn nữa quan hệ song phương, đưa mối quan hệ này lên tầm cao mới. Trong buổi hội đàm, ông Dũng và ông Aquino cũng thống nhất lập Ủy ban công tác chung để xây dựng lộ trình tiến tới quan hệ Đối tác chiến lược.
Ngày 17 tháng 11 năm 2015, trước thềm Hội nghị thượng đỉnh APEC diễn ra tại Manila, Tổng thống Benigno Aquino III đã tiếp đón Chủ tịch Việt Nam Trương Tấn Sang theo nghi thức cấp nhà nước. Tại đây, lãnh đạo hai nước đã ký kết thoả thuận nâng tầm quan hệ lên đối tác chiến lược.
Mặc dù là nạn nhân của cơn bão Haiyan, người Việt vẫn quyên góp để giúp Philippines trong nỗ lực phục hồi sau thảm họa thiên nhiên, thông qua Hội Chữ thập đỏ Việt Nam.

## Kinh tế
Hiệp định thương mại giữa hai nước được ký kết rất sớm, từ tháng 1 năm 1978 và được thay bằng hiệp định thứ hai ký năm 1995.

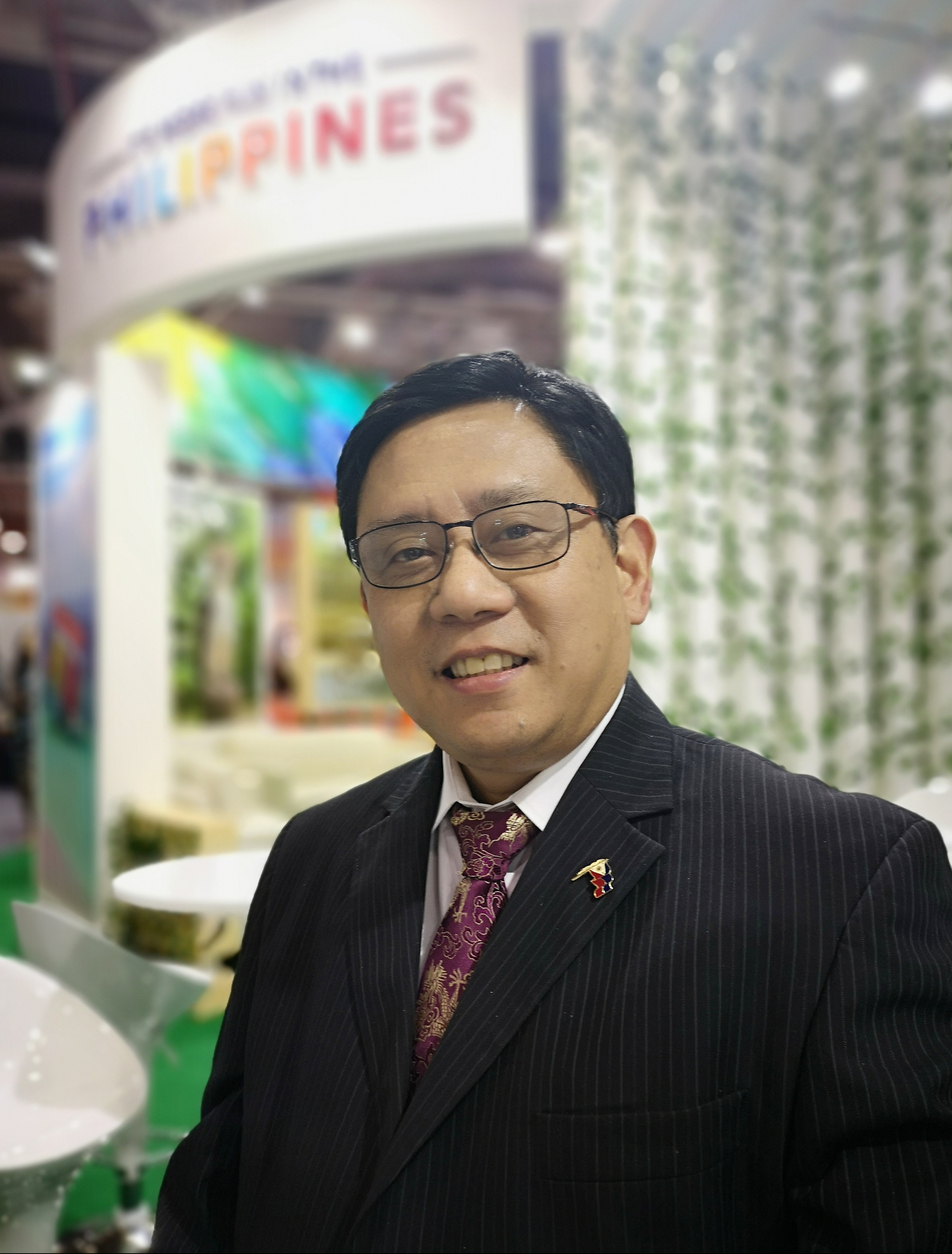
Đại sứ Philippines tại Việt Nam

Tháng 3/1994, hai nước ký thoả thuận thành lập Ủy ban hỗn hợp về hợp tác kinh tế, khoa học và kỹ thuật giữa 2 chính phủ. Cho đến nay đã họp được 8 lần. Tại phiên họp lần thứ 4 vào 4-8/11/2005, hai bên dự kiến phấn đấu kim ngạch thương mại hai chiều đạt 2 tỷ USD vào năm 2007. Tại cuộc họp lần thứ 8 của Ủy ban Hợp tác song phương diễn ra tháng 10 năm 2015, hai bên nhất trí nâng kim ngạch hai chiều lên 3 tỷ USD vào năm 2016.
Việt Nam xuất khẩu nông sản (chủ yếu là gạo), linh kiện điện tử sang Philippines và nhập khẩu từ Philippines phân bón, máy móc thiết bị, phụ tùng, khoáng chất, khí hóa lỏng, xăng dầu, dược phẩm, vật liệu xây dựng.
Hiện nay, doanh nghiệp Philippines đang quan tâm đầu tư tại Việt Nam, chủ yếu vào các ngành công nghệ thực phẩm và đồ uống, cơ sở hạ tầng, bất động sản, cung cấp nước sạch, dược phẩm...
Thương mại song phương giữa Việt Nam và Philippines đạt gần 3 tỉ đô la trong năm 2015, và trong nửa đầu năm nay đã tăng trên 15% so với cùng kỳ năm ngoái. Việt Nam xuất khẩu chủ yếu là nông sản và thực phẩm sang Philippines như gạo, cà phê, tiêu, bánh kẹo, vật liệu xây dựng, và nhập khẩu máy tính, linh kiện điện tử, máy móc thiết bị, phân bón. 2016, khoảng 1.000 sinh viên Việt Nam đang du học tại Philippines, và hàng trăm giảng viên Philippines đang làm việc tại Việt Nam.

## Văn hóa
Trong nhiều năm trở lại đây, hai nước đã tích cực giao lưu, mở rộng hợp tác trên lĩnh vực văn hoá nghệ thuật. Tháng 4 năm 2013, lần đầu tiên Những Ngày văn hóa Philippines tại Việt Nam được tổ chức tại Việt Nam với nhiều hoạt động giao lưu âm nhạc, ca vũ và triển lãm các sản phẩm dệt thủ công của các sắc tộc bản địa Philippines.
Người dân Philippines và người dân tộc thiểu số ở Tây Nguyên có những nét tương đồng trong văn hóa, ví dụ như các hoa văn dệt vải tương tự nhau.

## Quốc phòng
Việt Nam và Philippines là hai nước thành viên của ASEAN, cùng nỗ lực xây dựng Bộ Quy tắc ứng xử ở Biển Đông (COC). Hiện nay, Chính phủ và người dân hai nước Việt Nam - Philippines chia sẻ những quan ngại sâu sắc về việc Trung Quốc liên tục có những hành vi vi phạm Công ước của LHQ về Luật biển năm 1982, Tuyên bố về cách ứng xử của các bên ở Biển Đông (DOC).
Năm 2010, Philippines và Việt Nam đã đạt được Biên bản ghi nhớ (MOU) về Hợp tác Quốc phòng. Một Quy trình Điều hành chuẩn (SOP) tạo điều kiện cho tuần tra chung trên biển giữa hai nước đã được ký kết trong chuyến thăm và đối thoại của Tư lệnh hải quân Philippines tới Hà Nội năm 2012.
Trong tình hình leo thang căng thẳng tại Biển Đông và việc Trung Quốc gia tăng các hoạt động quân sự trên các đảo và quần đảo có tranh chấp, hai bên đã tiến hành nhiều hoạt động hợp tác quân sự. Trong đó nổi bật nhất là hai chuyến giao lưu giữa quan chức cấp cao và lực lượng Hải quân trú đóng của hai nước tại các đảo Song Tử Tây (tháng 6 năm 2014) và Song Tử Đông năm 2015. Thông qua các hoạt động hội đàm, văn nghệ, giao hữu thể thao ngắn ngày, hai bên mong muốn củng cố và tăng cường mối quan hệ hữu nghị, hợp tác, sự tin cậy và hiểu biết lẫn nhau giữa hải quân hai nước nhằm phối hợp hoạt động tìm kiếm cứu nạn, chia sẻ thông tin, các vấn đề an ninh và an toàn hàng hải trong khu vực biển Đông . Vào ngày 23 tháng 11 năm 2014, hai tàu khu trục của Hải quân Nhân dân Việt Nam đã thực hiện ghé cảng đầu tiên đến Philippines. Tàu HQ-011 Đinh Tiến Hoàng và HQ-012 Lý Thái Để cập cảng Manila South Harbor cho chuyến thăm thiện chí kéo dài ba ngày. Động thái này được khởi xướng bởi cựu Tổng thống Benigno Aquino.

## Tranh chấp lãnh thổ trên biển
Philippines và Việt Nam có tranh chấp lãnh thổ đối với quần đảo Trường Sa, cùng với Brunei, Trung Quốc, Malaysia và Đài Loan. Cả Philippines và Việt Nam đều không tán thành bản đồ chín đoạn của Trung Quốc mà Trung Quốc sử dụng để biện minh cho yêu sách của mình ở Biển Đông. Cả hai nước cũng cam kết thực hiện một cách tiếp cận ngoại giao đa phương đối với việc giải quyết tranh chấp ở Biển Đông với UNCLOS được đưa vào điều khoản. 
Vào tháng 12 năm 2015, những tên cướp biển được cho là từ Cướp biển Moro, những người Hồi giáo theo đạo Hồi lừa đảo muốn gây ra tội ác chiến tranh ở Philippines, đã sát hại một ngư dân Việt Nam gây ra sự phản kháng mạnh mẽ từ phía Việt Nam. 
Năm 2016, sau một cuộc chiến pháp lý ở The Hague, Tòa án Công lý Quốc tế của Liên Hợp Quốc đã ra phán quyết ủng hộ mọi lập luận của Philippines chống lại yêu sách của Trung Quốc ở Biển Đông, phá hủy hiệu quả các yêu sách của Trung Quốc trên trường quốc tế. Tuy nhiên, Trung Quốc vẫy phán quyết của tòa án quốc tế mặc dù là một bên ký kết về luật pháp quốc tế và UNCLOS và đã gửi thêm tàu quân sự ở Biển Đông, thay thế các rạn san hô bằng các đảo nhân tạo chứa các căn cứ quân sự và bệ phóng tên lửa. Việt Nam chính thức hỗ trợ Philippines trong vụ kiện trọng tài chống lại Trung Quốc liên quan đến yêu sách chín phần của Trung Quốc đối với Biển Đông từ đầu đến cuối. Vào tháng 8 năm 2017, Việt Nam đã thúc đẩy việc đưa vào một tuyên bố mạnh mẽ hơn đối với các tranh chấp của Trung Quốc ở Biển Đông, qua đó ủng hộ quan điểm của Philippines và các quốc gia khác về đường lãnh hải không được quốc tế công nhận của Trung Quốc (đường chín đoạn)

## Đại sứ quán, lãnh sự quán
- Tại Việt Nam:
- Hà Nội (Đại sứ quán)

- Tại Philippines:
- Manila (Đại sứ quán)